# Amazunculus claripennis
Amazunculus claripennis är en tvåvingeart som beskrevs av José Albertino Rafael och Rosa 1992. Amazunculus claripennis ingår i släktet Amazunculus och familjen ögonflugor. Inga underarter finns listade i Catalogue of Life.